# Louns Kirke
Louns Kirke er en kirke placeret i det kuperede vesthimmerlandske landskab på Lounshalvøen ved landsbyen Louns. Fra kirken og kirkegården er der mod syd og sydvest en formidabel udsigt over Louns Bredning, og siden 1995 har man mod nord kunnet nyde den genskabte Louns Sø.
Den højtliggende, hvidkalkede kirke er opført omkring 1300. Den består af kor og skib i forlængelse af hinanden, og vinkelret herpå et nordvendt våbenhus. Korets og skibets mure er udvendigt af munkesten, men i det indre ses kampesten i murene – triumfmuren er dog alene opført af munkesten.
Af de oprindelige enkeltheder er i dag kun bevaret den smalle, svagt spidsbuede korbue – stilen fortæller, at kirken stammer fra gotikkens tidlige tidsalder. Engang i senmiddelalderen har man bygget den vestlige forlængelse af kirken, som er opført i kampesten – de svære dimensioner tyder på, at murene har skullet bære et tårn, men det er usikkert, om et sådant nogensinde blev opført.
Altertavlen er fra begyndelsen af 1600-tallet, mens dåbsfad og det lille krucifiks i korbuen stammer fra omkring hhv. 1550 og 1500. Prædikestolen er typisk ung-renæssance med rudeformede felter, og stammer formentlig fra det indgraverede årstal, 1576.
I våbenhuset findes et stolestade med enkle renæssancegavle samt en frise med inskription af giveren, Iver Krabbe, daværende lensmand på Mariager Kloster.
Kirkens klokke stammer fra 1684 og er ophængt under et lille tag på vestgavlen.
Et punkt for Johannes V. Jensen i Danske Digterruter er ved kirken.
Lydfortællingen knyttet til punktet er oplæst af Else Marie Drost og fra Barndommens Sig.

## Galleri
- Indgang til kirkegård
- Kirkeklokke
- Interiør
- Alter
- Døbefont
- Prædikestol
- Kirkeskib